# Établissement public de télévision
Public Establishment of Television (EPTV) (arabisk: المؤسسة العمومية للتلفزيون) tidligere National Foundation for Television (ENTV) (arabisk: المؤسسة الوطنية للتلفزيون) er den algeriske nationale statsejede tv-netværk. Selskabet driver kanalerne EPTV (tv-net), Canal Algérie, Algérie 3, TV Tamazight 4 og Coran TV 5.